# Nemzeti bajnokság I 1925/1926
Dvacátý třetí ročník Nemzeti bajnokság I (1. maďarské fotbalové ligy) se konal opět za účasti dvanácti klubů, které byli v jedné skupině a hrály dvakrát každý s každým. Sestupovaly již čtyři kluby, protože se liga zredukovala na deset účastníků.
Soutěž ovládl již podeváté ve své klubové historii Ferencvárosi TC, která vyhrála po třinácti letech. Nejlepším střelcem se stal József Takács (29 branek), který hrál za Vasas SC.